# Ruslan Ašuraliev
Ruslan Nuralievič Ašuraliev (in russo Руслан Нуралиевич Ашуралиев?; Machačkala, 20 febbraio 1950 – Machačkala, 27 novembre 2009) è stato un lottatore sovietico, dal 1991 russo, specializzato nella lotta libera.

## Palmarès

### Olimpiadi
- 1 medaglia:
  - 1 bronzo (Monaco di Baviera 1972 nei -68 kg)

### Mondiali
- 3 medaglie:
  - 2 ori (Istanbul 1974 nei -74 kg; Minsk 1975 nei -74 kg)
  - 1 argento (Teheran 1973 nei -74 kg)

### Europei
- 1 medaglia:
  - 1 oro (Madrid 1974 nei -74 kg)